# Тевтіс
Те́втіс, О́рніт (грец. Teuthis, Ornithos) — міфічний герой з міста Тевтіди в Аркадії. Коли перед походом на Трою грецькі воїни зібралися в Авліді, Тевтіс хотів із своїм загоном повернутися на батьківщину. З цього приводу він посварився з Агамемноном і навіть поранив Афіну, яка в постаті Мелана намагалася його затримати. Повернувшись додому, захворів на сухоти. Земля на його батьківщині стала неродючою. Додонський оракул порадив тевтідцям спорудити Афіні статую.